# The Boys (sèrie de televisió)
The Boys és una sèrie de superherois del 2019 desenvolupada per Eric Kripke per a Amazon i basada en el còmic homònim de Garth Ennis i Darick Robertson. Ha estat doblada i subtitulada al català, i Amazon Prime Video va incorporar el doblatge i els subtítols el 31 de gener de 2023.
Segueix un equip de justiciers que lluiten contra persones superpoderoses que abusen de les seues habilitats.
La sèrie es va estrenar el 26 de juliol de 2019. Abans d'estrenar-se, Amazon va renovar The Boys per a una segona temporada.

## Premissa
The Boys té lloc en un univers on els supeherois són venerats per la gent i on aquest són propietaris d'una multinacional dita Vought International, que els comercialitza i monetitza. Fora de les seues identitats heroiques, la majoria són arrogants i estan corromputs. La sèrie se centra principalment en dos grups: els Set (The Seven en anglès), l'equip d'elit de Vought International, i els Boys (que donen nom a la sèrie), justiciers decidits a eliminar els superherois corruptes sense més recursos que la determinació i la voluntat de jugar brut.
Els Boys són liderats per en Billy Carnisser, que menysprea totes les persones amb superpoders, i els Set són dirigits per l'egotista i inestable Patriota. A mesura que es desencadena el conflicte entre els dos grups, la sèrie també segueix els nous membres de cada equip: a Hugh "Hughie" Campbell dels Boys, que s'uneix als justiciers després que la seua nòvia fos assassinada per un dels Set; i a Annie January/Llum Estel·lar dels Set, una jove i esperançada heroïna obligada a enfrontar-se a la veritat sobre els herois que admira.

## Elenc i personatges

### Principals
- Karl Urban com a Billy Carnisser (Butcher en anglès), el líder dels Nois (The Boys en anglès) que desconfia de tots els individus amb superpoders. Odia particularment el Patriota, ja que creu que és el responsable per la desaparició de la seua esposa.
- Jack Quaid com a Hugh "Hughie" Campbell, un membre dels Nois que s'uneix als justiciers després que la seua nòvia Robin és matada per l'A-Tren.
- Antony Starr com a John/Patriota (Homelander en anglès), l'extremadament poderós líder dels Set. Sota la seua imatge pública com a heroi noble, és arrogant, sàdic, i poc li importa el benestar dels que professa protegir.
- Erin Moriarty com a Annie January/Llum Estel·lar (Starlight en anglès), una superheroïna que emet llum i el membre més recent dels Set. A diferència de moltes altres persones amb superpoders, Annie genuïnament vol ajudar la gent.
- Dominique McElligott com a reina Maeve (Queen Maeve en anglès), un membre veterà dels Set que en el passat volia ajudar la gent, però que ara està desencantada i pateix la síndrome de l'esgotament professional. Exparella del Patriota, sap com és ell realment.
- Jessie T. Usher com a A-Tren (A-Train en anglès), un membre dels Set amb poders de supervelocitat. Està decidit a mantenir la seua condició de velocista més ràpid, creient que perdrà la seua rellevància i serà expulsat dels Set si un altre individu el supera. Va ser a causa d'açò que l'A-Tren va matar accidentalment la xicota de Hughie, Robin.
- Laz Alonso com a Marvin T. Milk/Llet Materna (Mother's Milk en anglès), el segon líder dels Nois, responsable de gestionar i planificar les operacions dels justiciers. Promet contínuament deixar el grup per la seguretat de la seva família, en part a causa dels seus freqüents enfrontaments amb en Frenchie, però es veu atret per en Carnisser, el seu aliat més proper. Té un passat complicat i ple de cicatrius, que l'ha portat a convertir-se en obsessivocompulsiu.
- Chace Crawford com a Kevin/Profund (The Deep en anglès), un membre dels Set que té l'habilitat de comunicar-se amb la vida aquàtica i respirar sota l'aigua. Els altres membres dels Set el miren amb menyspreu a causa del seu estatus d'heroi aquàtic simbòlic del grup. Motivat pels seus sentiments d'inferioritat i dismorfia corporal, assetja la Llum Estel·lar, cosa que ella exposa públicament i el porta a ser expulsat dels Set pel bé de les relacions públiques. Després de ser reassignat a Sandusky (Ohio), s'uneix a l'Església del Col·lectiu amb l'esperança de tornar a unir-se als Set i rehabilitar la seva imatge. També l'actor Patton Oswalt li posa veu en la versió original a les brànquies del Profund.
- Tomer Capon com a Serge/Frenchie (també anomenat francesot, gavatx o foie-gras), membre dels Nois i traficant d'armes internacional expert en municions, ordenances, infiltració i comunicacions. En Frenchie té una tendència a no seguir els plans de l'equip, cosa que el posa en conflictes repetits amb MM. Té una forta connexió emocional amb Kimiko, i trenca files per rescatar-la, facilitant la seva presència al grup dels Nois.
- Karen Fukuhara com a Kimiko Miyashiro/La noia, una membre muda i salvatge dels Nois amb més força i curació regenerativa. Injectada involuntàriament amb el Compost V com a part d'un pla per crear terroristes amb superpoders, s'uneix als Nois després que la rescatin. Quan el seu germà, també injectat amb Compost V, arriba als Estats Units, desobeeix les ordres d'en Carnisser de matar-lo i, en canvi, intenta convèncer-lo que s'uneixi a ella.
- Nathan Mitchell com a Negre Fosc (Black Noir en anglès), un membre silenciós dels Set que posseeix una força i agilitat sobrehumana i amaga la seva aparença física darrere d'un vestit fosc.
- Elisabeth Shue com a Madelyn Stillwell (temporada 1; convidada: temporada 2), la carismàtica i intrigant vicepresidenta de gestió d'herois de Vought International.
- Colby Minifie com a Ashley Barrett (temporada 2; recurrent: temporada 1), publicista de Vought International i més tard vicepresidenta de la companyia.
- Aya Cash com a Stormfront/Liberty (temporada 2; convidada: temporada 3), una celebritat d'internet i membre dels Set amb habilitats electrocinètiques. Mentre que públicament es presenta com a partidària de la igualtat de gènere, Stormfront és també secretament una supremacista blanca que gaudeix assassinant ciutadans de raça negra. La seva popularitat entre el públic nord-americà amenaça el sentit de superioritat del Patriota, cosa que els porta a repetits conflictes amb aquest heroi.
- Claudia Doumit com a Victoria Neuman (temporada 3; recurrent: temporada 2), una jove congressista que està en contra que els herois de Vought estiguin en les forces armades dels Estats Units, ja que els considera una amenaça. Al final de la segona temporada, es revela que Neuman és una súper amb l'habilitat d'esclatar caps i que ella va ser qui va assassinar Susan Raynor entre altres personatges als quals considerava una amenaça als seus plans.
- Jensen Ackles com a Soldier Boy (temporada 3), és el primer superheroi conegut i líder d'un equip d'elit conegut com a Revenja (Payback, en anglès). Durant la Guerra Freda, se li va assignar a ell i al seu equip la defensa del batalló de la coronel Mallory, però van resultar ser molt inexperts i van acabar generant una massacre per un atac sorpresa. Suposadament, en Soldier Boy va morir en aquesta batalla, però en realitat va ser segrestat pels russos.

### Recurrents
- Simon Pegg com a Hugh Campbell Sr. (temporada 1), el pare d'en Hughie. Es preocupa profundament pel seu fill, però no creu que Hughie tingui confiança per defensar-se. Pegg va ser la inspiració visual de Wee Hughie a la sèrie de còmics de la qual s'extreu la sèrie.
- Jennifer Esposito com a Susan Raynor (temporada 1; convidada: temporada 2), la subdirectora de la CIA.
- Shaun Benson com a Ezekiel (temporada 1), un superhome cristià homòfob amb poders elàstics que en secret és homosexual i dirigeix una campanya evangèlica anomenada «Capes per Crist», on es van celebrar esdeveniments als quals la Llum Estel·lar va assistir quan era adolescent.
- Christian Keyes com a Nathan Franklin (temporada 1/3), l'entrenador i germana gran de l'A-Tren.
- Brittany Allen com a Charlotte/Popclaw (temporada 1), una actriu i superheroïna que té en una relació secreta amb l'A-Tren.
- Alex Hassell com a Translúcid (Translucent en anglès), recurrent durant la temporada 1.
- Jordana Lajoie com a Cherie, una especialista en armes que té una relació propera amb en Frenchie.
- Shantel VanSanten com a Becca Carnisser, la dona d'en Billy Carnisser que va desaparèixer vuit anys abans dels esdeveniments del programa. Més endavant a la trama es descobreix que és presonera de Vought en un complex d'alta seguretat, construït per assemblar-se a una ciutat nord-americana ordinària.
- Nicola Correia-Damude com a Elena, la parella de la reina Maeve.
- Giancarlo Esposito com a Stan Edgar (temporada 2; convidat: temporada 1), l'executiu en cap de Vought International i superior de Stillwell.
- Parker Corno (convidat: temporada 1) i Cameron Crovetti (temporada 2) com a Ryan Carnisser, el fill de Becca i el Patriota. Becca intenta criar-lo com un noi normal, però els seus superpoders es manifesten quan s'enfada després que el Patriota el llenci de la teulada de casa seva.
- Laila Robins com a coronel Grace Mallory, exsubdirectora de la CIA, fundadora informal dels Nois i mentora d'en Carnisser.
- Mishka Thébaud com a Shockwave, un altre velocista que participa en una carrera contra l'A-Tren per emportar-se el seu títol com el més ràpid i la seva posició als Set. Encara que perd la carrera, més tard, quan l'A-Tren és retirat dels Set a causa de complicacions pel seu atac de cor, el reemplaça igualment.
- Langston Kerman com a Àguila l'Arquer (Eagle the Archer, en anglès).
- Jessica Hecht com a Carol (temporada 2), «mestra» i terapeuta d'Àguila l'Arquer, que el va reclutar a l'Església del Col·lectiu i treballa en l'adoctrinament del Profund.
- Ann Cusack com a Donna January, la mare de la Llum Estel·lar. Més endavant a la trama es revela que ella va preparar l'Annie per ser una superheroïna des de la infància.
- Seth Rogen com Seth Reed (temporada 1; convidat: temporada 2), un escriptor de relacions públiques de Vought.
- Abraham Lim com a Kenji Miyashiro, el germà menor de Kimiko. Posseeix habilitats telequinètiques.
- P. J. Byrne com a Adam Bourke, el director de cinema encarregat de dirigir una pel·lícula per a Vought protagonitzada pels Set, titulada com a L'alba dels Set (en anglès, Dawn of the Seven).
- Katy Breier com a Cassandra Schwartz, membre de l'Església del Col·lectiu que Carol prepara per casar-se amb el Profund i poder millorar així la imatge de l'heroi.
- Adrian Holmes com el Dr. Park, el cap del complex on Becca està presonera.
- Laurie Holden com a Comtessa Escarlata, una altra heroïna original. És membre de Revenja i dupla la seva funció com a cantant i actriu de webcam, també és addicta a la droga. Els seus poders es comprenen en una concentració d'energia color granat capaç de rebentar els qui arribin. Ella mantenia una relació amb en Soldier Boy i ho va veure morir "com un heroi". Durant la batalla al costat de les tropes de Mallory, la Comtessa Escarlata va assassinar accidentalment diversos homes del seu bàndol.
- Shawn Ashmore com a Fanaler (Lamplighter en anglès), un antic membre dels Set amb piroquinesi.
- Barbara Gordon com a Judy Atkinson, la tieta d'en Carnisser, que cuida del seu gos Terror.
- Michael Ayres com a Jay, el soci criminal d'en Frenchie i el seu millor amic.
- Andrew Jackson com a Love Sausage, un subjecte de prova del Compost V amb un penis premsil que es pot estirar a grans distàncies.
- Ess Hödlmoser com a Cindy, un subjecte de prova del Compost V telequinètic.
- Jason Gray-Stanford com a Dennis, un home amb un cotxe amb el qual en Carnisser i la Llum Estel·lar porten el Hughie a l'hospital.
- John Noble com a Sam Carnisser, el pare separat d'en Carnisser. Més endavant a la trama, es descobreix com va ser la causa de molts dels seus traumes.
- Lesley Nicol com a Connie Carnisser, la mare d'en Carnisser.
- David Thompson com a Gecko, un antic superheroi amb habilitats regeneratives i subjecte de proves a Vought.
- Miles Gaston Villanueva com a Supersònic, exparella de la Llum Estel·lar (quan ell era el Timbaler) i aspirant als Set. Participa en un xou d'impacte amb l'objectiu d'unir-se als Set i guanya. Durant la seva estada a l'equip, intenta establir una mica de pau entre els diferents integrants i en adonar-se que la pau s'enterboleix per la presència del Patriota. Es proposa organitzar un complot amb la Llum Estel·lar, cosa que acaba causant la seva mort a mans del Patriota.
- Chris Mark com a Blindspot, un superheroi cec amb superoïda que intenta unir-se als Set.
- Kym Wyatt McKenzie i Birgitte Solem representen en Carnisser i Stillwell en una recreació de la mort d'aquest últim. Greg Zajac, Anthony Lake i Dylan Moscovitch interpreten els imitadors pornogràfics del Patriota, Jack de Júpiter i el Profund.
- Laura Dern com a Tracy Malcolm, la presentadora del programa de premsa rosa de Vought.
- Brett Geddes com a Tèrmit (Termite, en anglès), antagonista durant la tercera temporada.
- Colton Royce com a Voltatge (Livewire, en anglès), a la tercera temporada.
- Sean Patrick Flanery com a Pólvora (Gunpowder, en anglès), antic membre de Revenja.
- Nick Wechsler com a Falcó Blau (Blue Hawk), superheroi antagonista de la tercera temporada.
- Paul Reiser com a Llegenda (Legend).[4]

### Minoritaris
- Urpa (Talon), superheroïna candidata a entrar als Set. Apareix a la quarta temporada.

## Doblatge
| Personatge                   | Actor català          |
| ---------------------------- | --------------------- |
| Billy Carnisser              | Carles di Blasi       |
| Hughie Campbell              | Albert Trifol Segarra |
| Patriota                     | Sergi Zamora          |
| Llum Estel·lar/Annie January | Núria Trifol          |
| Reina Maeve/Maggie Shaw      | Isabel Valls          |
| A-Tren/Reggie Franklin       | David Brau            |
| Profund/Kevin Moskowitz      | Manel Gimeno          |
| Frenchie                     | David Jenner          |
| Llet Materna                 | Francesc Belda        |
| Ashley Barrett               | Belén Roca            |

## Episodis

### Temporada 1 (2019)
| Núm. | Títol                                                              | Direcció         | Guió                                       | Data d'estrena original |
| ---- | ------------------------------------------------------------------ | ---------------- | ------------------------------------------ | ----------------------- |
| 1    | «Les regles del joc» «The Name of the Game»                        | Dan Trachtenberg | Guió: Eric Kripke                          | 26 de juliol de 2019    |
| 2    | «Cherry»                                                           | Matt Shakman     | Eric Kripke                                | 26 de juliol de 2019    |
| 3    | «El Compost V» «Get Some»                                          | Phil Sgriccia    | George Mastras                             | 26 de juliol de 2019    |
| 4    | «La femella de l'espècie» «The Female of the Species»              | Fred Toye        | Craig Rosenberg                            | 26 de juliol de 2019    |
| 5    | «Bo per l'ànima» «Good for the Soul»                               | Stefan Schwartz  | Anne Cofell Saunders                       | 26 de juliol de 2019    |
| 6    | «Els innocents» «The Innocents»                                    | Jennifer Phang   | Rebecca Sonnenshine                        | 26 de juliol de 2019    |
| 7    | «La Societat de l'Autopreservació» «The Self-Preservation Society» | Dan Attias       | Craig Rosenberg i Ellie Monahan            | 26 de juliol de 2019    |
| 8    | «M'has trobat» «You Found Me»                                      | Eric Kripke      | Anne Cofell Saunders i Rebecca Sonnenshine | 26 de juliol de 2019    |

### Temporada 2 (2020)
| Núm. | Títol | Direcció        | Guió                | Data d'estrena original |
| ---- | --- | --------------- | ------------------- | ----------------------- |
| 1    | «La gran atracció» «The Big Ride»                                                                         | Phil Sgriccia   | Guió: Eric Kripke   | 4 de setembre de 2020   |
| 2    | «Preparació i planificació» «Proper Preparation and Planning»                                             | Liz Friedlande  | Rebecca Sonnenshine | 4 de setembre de 2020   |
| 3    | «A l'altra banda del turó amb les espases de mil homes» «Over the Hill with the Swords of a Thousand Men» | Steve Boyum     | Craig Rosenberg     | 4 de setembre de 2020   |
| 4    | «Res igual al món» «Nothing Like It in the World»                                                         | Fred Toye       | Michael Saltzman    | 11 de setembre de 2020  |
| 5    | «Toquem el dos» «We Gotta Go Now»                                                                         | Batan Silva     | Ellie Monahan       | 18 de setembre de 2020  |
| 6    | «Les portes a terra» «The Bloody Doors Off»                                                               | Sarah Boyd      | Anslem Richardson   | 25 de setembre de 2020  |
| 7    | «En Carnisser» «Butcher, Baker, Candlestick Maker»                                                        | Stefan Schwartz | Craig Rosenberg     | 2 d'octubre de 2020     |
| 8    | «El que sé» «What I Know»                                                                                 | Alex Graves     | Rebecca Sonnenshine | 9 d'octubre de 2020     |

### Temporada 3 (2022)
| Núm. | Títol                                                                                             | Direcció      | Guió                           | Data d'estrena original |
| ---- | ------------------------------------------------------------------------------------------------- | ------------- | ------------------------------ | ----------------------- |
| 1    | «Revenja» «Payback»                                                                               | Phil Sgriccia | Guió: Craig Rosenberg          | 3 de juny de 2022       |
| 2    | «L'únic que hi ha al cel» «The Only Man In The Sky»                                               | Phil Sgriccia | David Reed                     | 3 de juny de 2022       |
| 3    | «Costa Barbaresca» «Barbary Coast»                                                                | Julian Holmes | Anslem Richardson i Geoff Aull | 3 de juny de 2022       |
| 4    | «El gloriós pla quinquennal» «Glorious Five-Year Plan»                                            | Julian Holmes | Meredith Glynn                 | 10 de juny de 2022      |
| 5    | «L'últim cop per contemplar aquest món de mentides» «The Last Time to Look on This World of Lies» | Nelson Cragg  | Ellie Monahan                  | 17 de juny de 2022      |
| 6    | «Heroigasme» «Herogasm»                                                                           | Nelson Cragg  | Jessica Chou                   | 24 de juny de 2022      |
| 7    | «Una espelma per acompanyar-te al llit» «Here Comes a Candle to Light You to Bed»                 | Sarah Boyd    | Paul Grellong                  | 1 de juliol de 2022     |
| 8    | «El salvatgisme al roig viu instantani» «The Instant White-Hot Wild»                              | Sarah Boyd    | Logan Ritchey i David Reed     | 8 de juliol de 2022     |

### Temporada 4 (2024)
| Núm. total | Núm. de la temporada | Títol                                                                     | Direcció          | Guió                      | Data d'estrena original |
| ---------- | -------------------- | ------------------------------------------------------------------------- | ----------------- | ------------------------- | ----------------------- |
| 25         | 1                    | «Departament de joc brut» «Department of Dirty Tricks»                    | Phil Sgriccia     | David Reed                | 13 de juny de 2024      |
| 26         | 2                    | «La vida entre els sèptics» «Life Among the Septics»                      | Karen Gaviola     | Jessica Chou              | 13 de juny de 2024      |
| 27         | 3                    | «Aquí farem onejar la bandera roja» «We'll Keep the Red Flag Flying Here» | Fred Toye         | Ellie Monahan             | 13 de juny de 2024      |
| 28         | 4                    | «La saviesa dels temps» «Wisdom of the Ages»                              | Phil Sgriccia     | Geoff Aull                | 20 de juny de 2024      |
| 29         | 5                    | «Compte amb el Jabberwock, fill meu» «Beware the Jabberwock, My Son»      | Shana Stein       | Judalina Neira            | 27 de juny de 2024      |
| 30         | 6                    | «Joc brut» «Dirty Business»                                               | Karen Gaviola     | Anslem Richardson         | 4 de juliol de 2024     |
| 31         | 7                    | «Algú de dins» «The Insider»                                              | Catriona McKenzie | Paul Grellong             | 11 de juliol de 2024    |
| 32         | 8                    | «Final de la quarta temporada» «Season Four Finale»                       | Eric Kripke       | Jessica Chou i David Reed | 18 de juliol de 2024    |